# Campionati europei under 21 di tennis tavolo 2024
I Campionati europei under 21 di tennis tavolo 2024 sono stati la 8ª edizione della competizione giovanile europea di tennis tavolo. Si sono svolti dal 24 al 28 gennaio 2024 alla Jane Sandanski Arena di Skopje, in Macedonia del Nord.

## Podi
| Competizioni        | Oro                           | Argento                         | Bronzo                        |
| ------------------- | ----------------------------- | ------------------------------- | ----------------------------- |
| Singolare maschile  | Miłosz Redzimski              | Maciej Kubik                    | Thibault Poret                |
| Singolare maschile  | Miłosz Redzimski              | Maciej Kubik                    | Andre Bertelsmeier            |
| Singolare femminile | Veronika Matiunina            | Elena Zaharia                   | Anna Brzyska                  |
| Singolare femminile | Veronika Matiunina            | Elena Zaharia                   | Hana Arapović                 |
| Doppio maschile     | Maciej Kubik Miłosz Redzimski | Eduard Ionescu Darius Movileanu | Ivor Ban Borna Petek          |
| Doppio maschile     | Maciej Kubik Miłosz Redzimski | Eduard Ionescu Darius Movileanu | Iulian Chiriță Andrei Istrate |
| Doppio femminile    | Bianca Mei-Roșu Elena Zaharia | Luciana Mitrofan Sara Tokić     | Léana Hochart Élise Pujol     |
| Doppio femminile    | Bianca Mei-Roșu Elena Zaharia | Luciana Mitrofan Sara Tokić     | Hana Arapović Sophia Klee     |
| Doppio misto        | Ivor Ban Hana Arapović        | Darius Movileanu Elena Zaharia  | Maciej Kubik Anna Brzyska     |
| Doppio misto        | Ivor Ban Hana Arapović        | Darius Movileanu Elena Zaharia  | Hugo Deschamps Léana Hochart  |

## Medagliere
| Posiz. | Nazione  | Oro | Argento | Bronzo | Totale |
| ------ | -------- | --- | ------- | ------ | ------ |
| 1      | Polonia  | 2   | 1       | 2      | 5      |
| 2      | Romania  | 1   | 3.5     | 1      | 5.5    |
| 3      | Croazia  | 1   | 0       | 2.5    | 3      |
| 4      | Ucraina  | 1   | 0       | 0      | 1      |
| 5      | Serbia   | 0   | 0.5     | 0      | 0.5    |
| 6      | Francia  | 0   | 0       | 3      | 3      |
| 7      | Germania | 0   | 0       | 1.5    | 1.5    |
| Totale | Totale   | 5   | 5       | 10     | 20     |